# Oberlin noir
 (août 2022).
Ne pas confondre avec le cépage blanc « Angevine Oberlin »
L'Oberlin noir (N595) est un cépage.

## Origine

### Historique
Le cépage N595, rebaptisé oberlin noir en 1964[réf. souhaitée], est obtenu par Chrétien Oberlin par hybridation du gamay et le cultivar du Vitis riparia, 'Millardet'.

### Aire de répartition
Ce cépage autrefois cultivé depuis l’Alsace jusqu’à la Bourgogne ainsi qu’en Pays de Loire et dans le Centre[réf. souhaitée], a pratiquement disparu. La superficie totale d'oberlin noir en culture en France en 1958 était de 4 500 ha. En 2018, cela était tombé à seulement 62 ha.

### Synonymie et homonymie
L'oberlin noir est aussi connu sous le nom « 595 Oberlin »

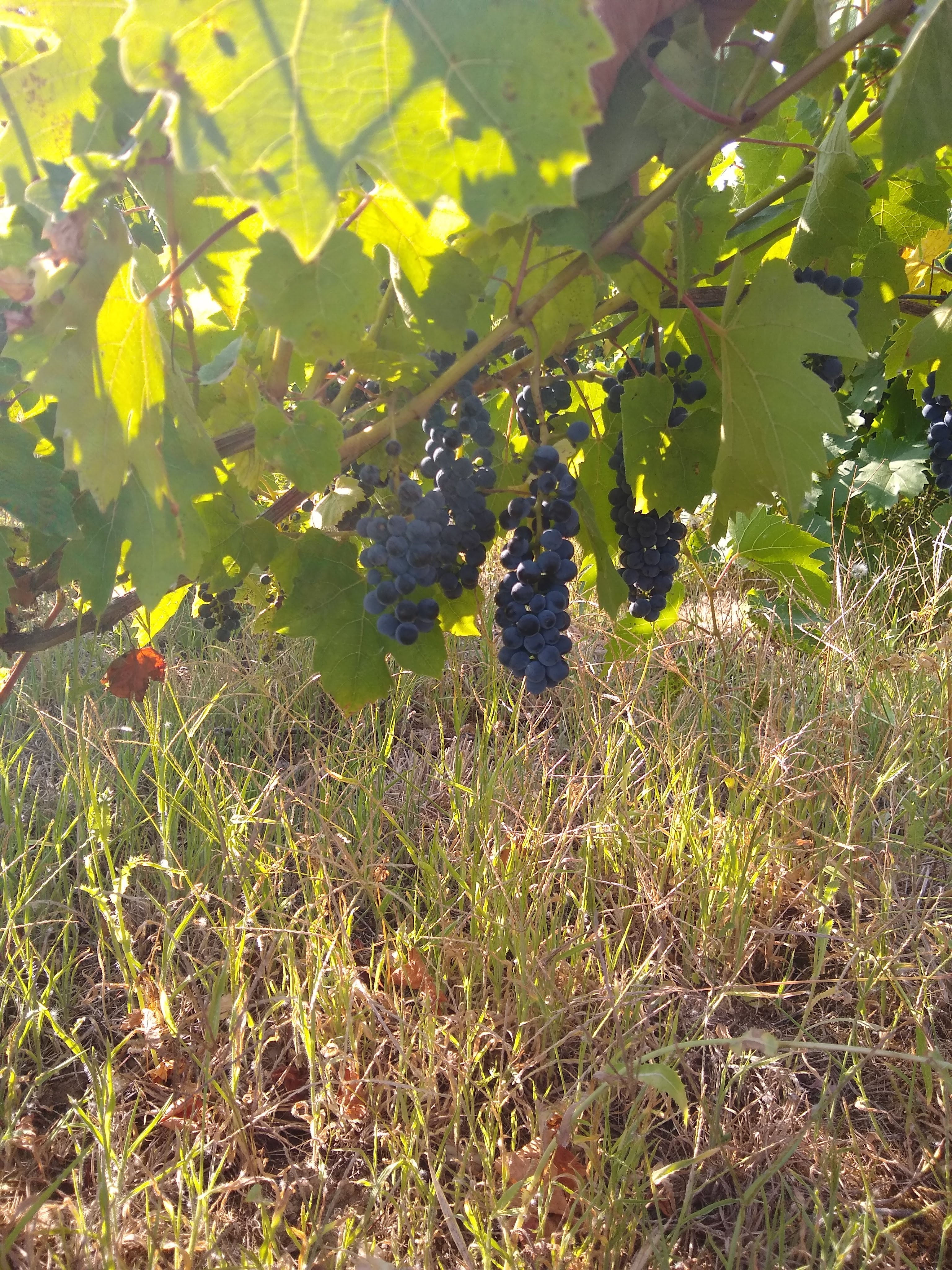
Grappes et vigne d'oberlin noir

## Production
Le vin issu de ce cépage n’est autorisé que sous certaines appellations d'Indication Géographique Protégée.
L'oberlin a un titre alcoométrique volumique potentiel important, pouvant aller de 14 à 17 %vol. .

## Gastronomie
Il produit des vins charnus, la robe est intense et violacée, et le goût est résineux.